# 小安溪大桥
小安溪大桥是重庆市合川区的横跨小安溪的一座拱式桥梁，其距小安溪与涪江汇合口约600米，东接白鹿山隧道，西接铜溪镇沙帽村新加坡风情园片区，是合川区“双十工程”重点项目之一，总投资12000万元人民币，于2012年完工。

## 设计
小安溪大桥全长425.08米，桥梁孔跨由西向东分别为3个长40米的等截面高度预应力连续箱梁、3个长分别为60米、90米、60米的变截面高度预应力砼连续箱梁和2个长40米的等截面高度预应力连续箱梁，有桥墩7个、左右桥台各1个，各桥墩均设计为防50年一遇洪水；单幅桥面由3米人行道、8米行车道、0.25米护栏构成，双幅桥面总宽21.5米；桥梁轴线法向与河流汛期流向交角约8°。